# Banco do Brasil
Banco do Brasil S.A. ist die größte und älteste Bank Brasiliens und gemessen an der Bilanzsumme das größte Finanzinstitut Südamerikas. Die Staatsbank hat ihren Hauptsitz in Brasília.
Die Bank zählt zu den profitabelsten Kreditinstituten weltweit und gehörte laut dem Finanzdienstleister Economatica zu den fünf profitabelsten Nord- und Südamerikas. Größte Einnahmequelle sind dabei Kredite an den Staat. Durch eine hohe Differenz zwischen Einlagen- und Kreditzinsen verdient die Bank gut. Allein im Jahr 2013 betrug der Gewinn 10 Mrd. R$.

## Geschichte

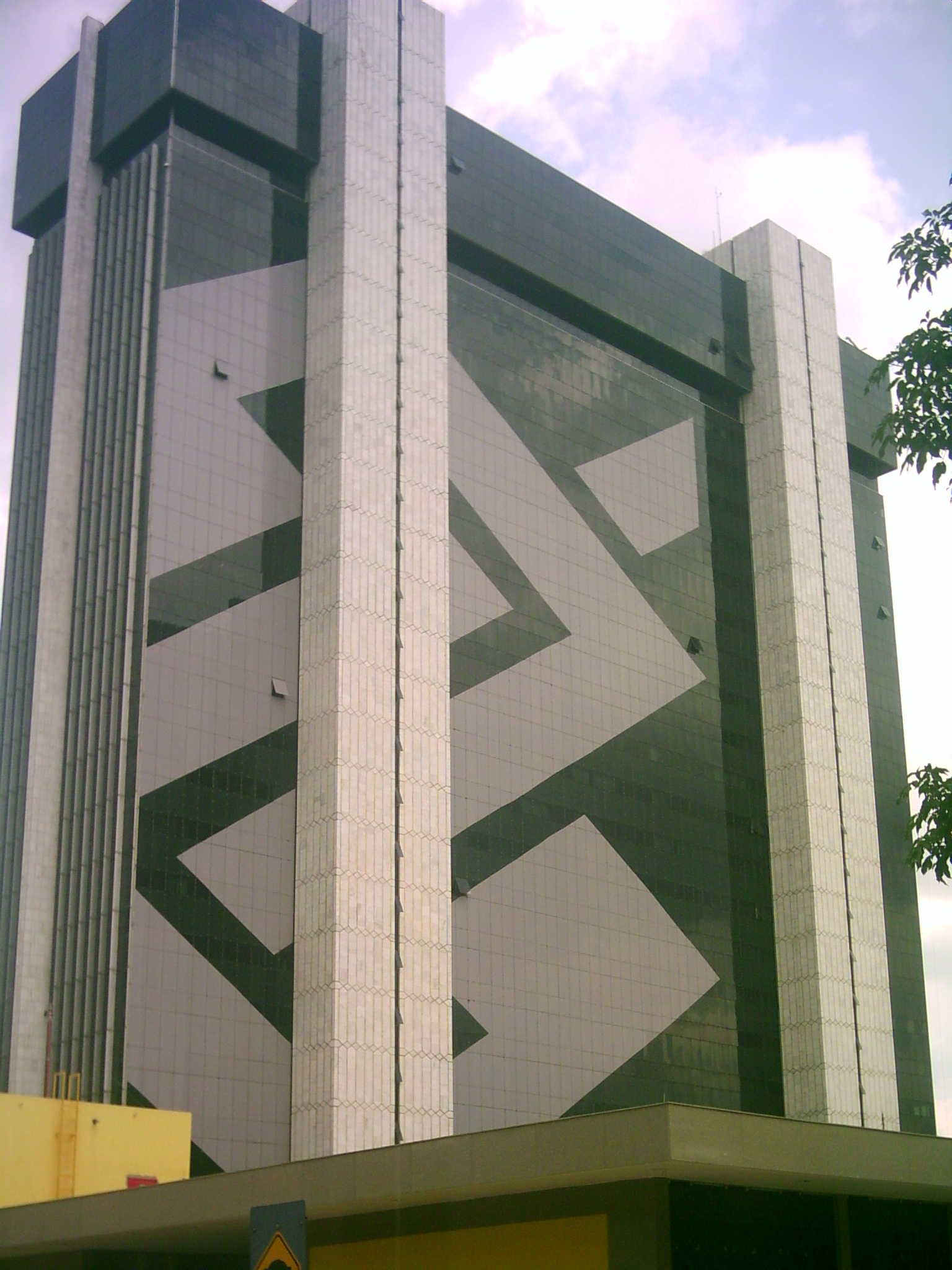
Hauptverwaltung in Brasília

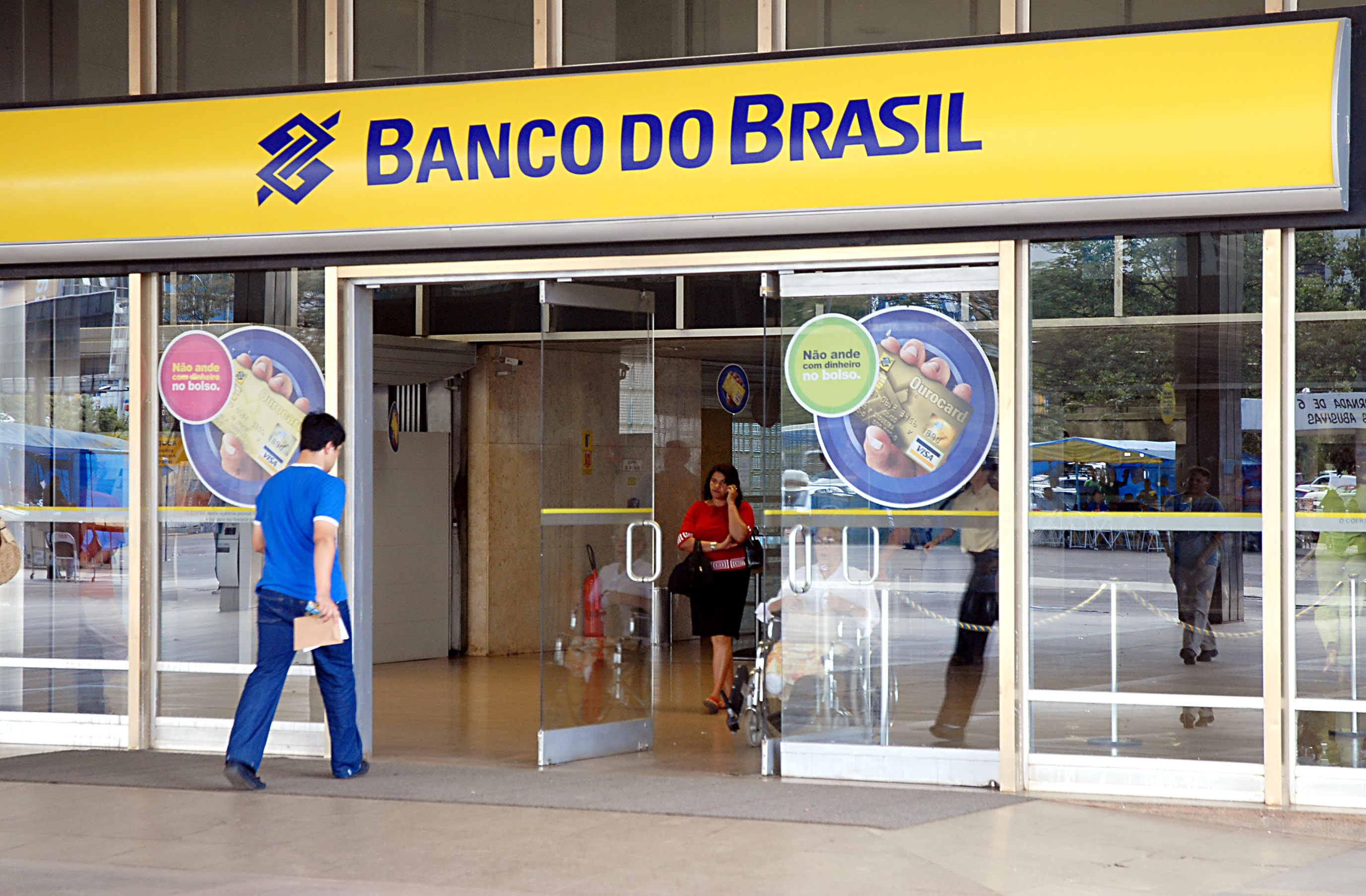
Eine von 5.524 Filialen der Bank in Brasilien.

Eine Bank gleichen Namens wurde bereits am 12. Oktober 1808 vom portugiesischen König Johann VI. gegründet und sollte den Exilaufenthalt des Hofes finanzieren. Die Gründung sollte durch die Ausgabe von Aktien finanziert werden, die Zeichnung der 1.200 Aktien zog sich aber auf Grund mangelnden Interesses lange hin, 1812 waren gerade einmal 126 Aktien platziert. Erst 1817 waren alle Aktien gezeichnet. Bei der Rückkehr des Königs nach Portugal 1821 leerte er die Konten der Bank und damit war die Bank das erste Mal bankrott.
1833 wurde die Bank aufgelöst, aber bereits am 8. Oktober wurde die Wiederherstellung beschlossen. Am 21. August 1851 gründete Irineu Evangelista de Souza in Rio de Janeiro eine neue Bank mit dem Namen Banco do Brasil. 1853 schloss sich diese mit der Handelsbank von Rio de Janeiro zusammen, was eine Erhöhung des Kapitals der Bank auf 30.000 Real bedeutete. 1986 gab die Bank ihre Funktion als Zentralbank an die brasilianische Zentralbank ab. 2005 erhöhte sie, entgegen dem Landestrend, die Anzahl ihrer Mitarbeiter um 5.000 auf 95.000, teilweise um ehemaligen Politikern eine Arbeitsstelle zu geben. Die Bank besitzt heute etwa 4.000 Filialen (2006).
2008 wurde das brasilianische Kreditinstitut Banco Nossa Caixa übernommen.
2023 wurde mit der ersten afrobrasilianerin Tarciana Medeiros eine Frau an die Spitze der Bank gewählt.

## Beziehungen zur Regierung
Die Bank wird stark von der politischen Führung für die jeweiligen politischen Ziele benutzt.
Üblicherweise wird der Vorstandsvorsitzende vom brasilianischen Präsidenten aus einer Liste von Kandidaten bestimmt. Die Bank hat das Monopol für die Vergabe einiger Unterstützungprogramme wie Ciência Sem Fronteiras, Pronaf (Nationales Landwirtschaftsprogramm), DRS, Fome Zero und Pasep und ist die Hausbank der meisten Verwaltungsorgane.

## Sponsoring

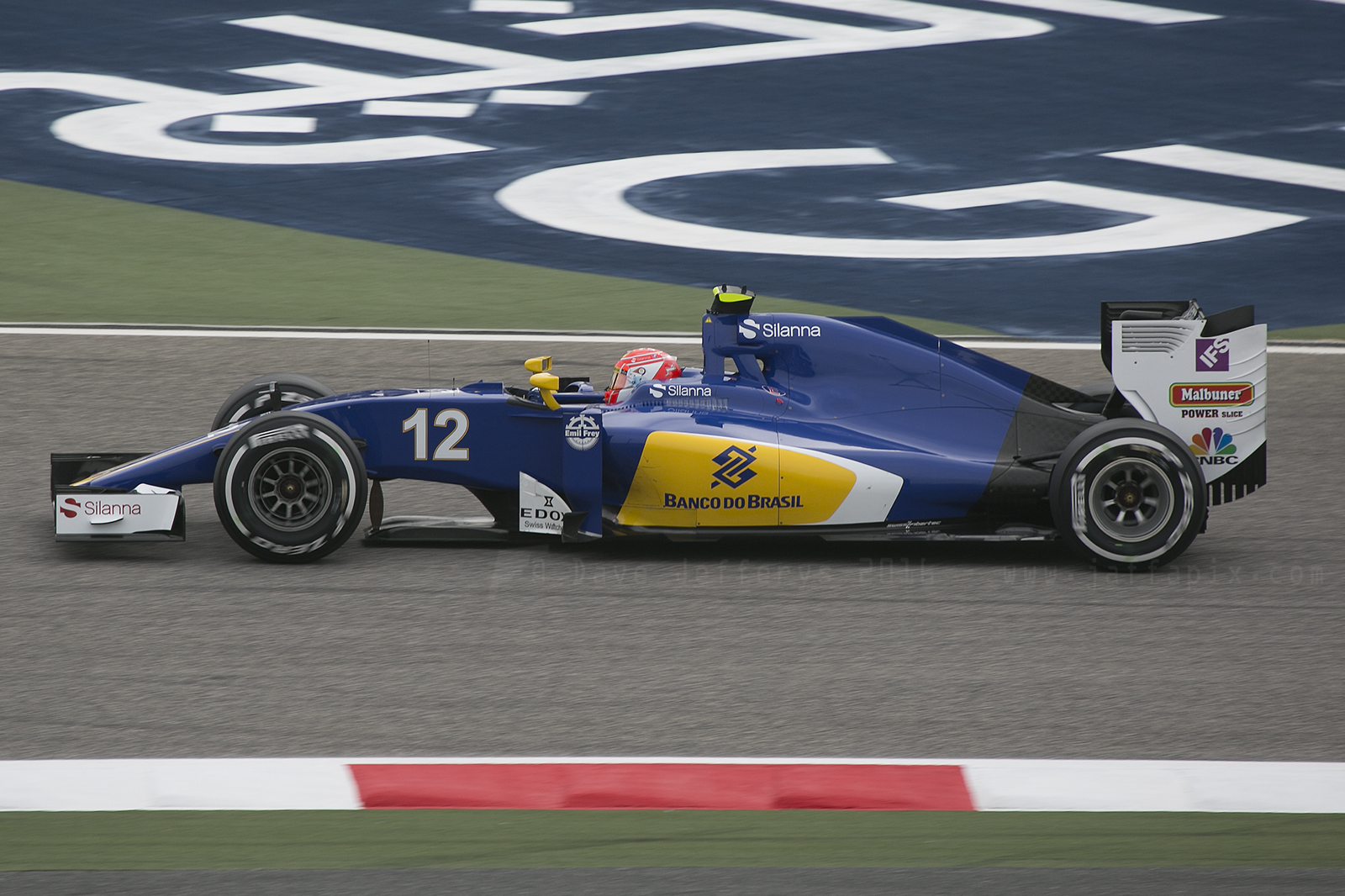
Sponsoring der Banco do Brasil-Logo auf Nasrs Sauber C35

Banco do Brasil ist offizieller Sponsor der brasilianischen Volleyball-Nationalmannschaft und unterhält eine langjährige Partnerschaft mit dem brasilianischen Rennfahrer Felipe Nasr und war Titelsponsor seines Teams, Sauber Motorsport.
Derzeit sponsert Banco do Brasil die Brüder Enzo Fittipaldi, Formel-2-Fahrer bei Charouz Racing System, und Pietro Fittipaldi, Reservefahrer beim Haas F1 Team.